# Nusplingen

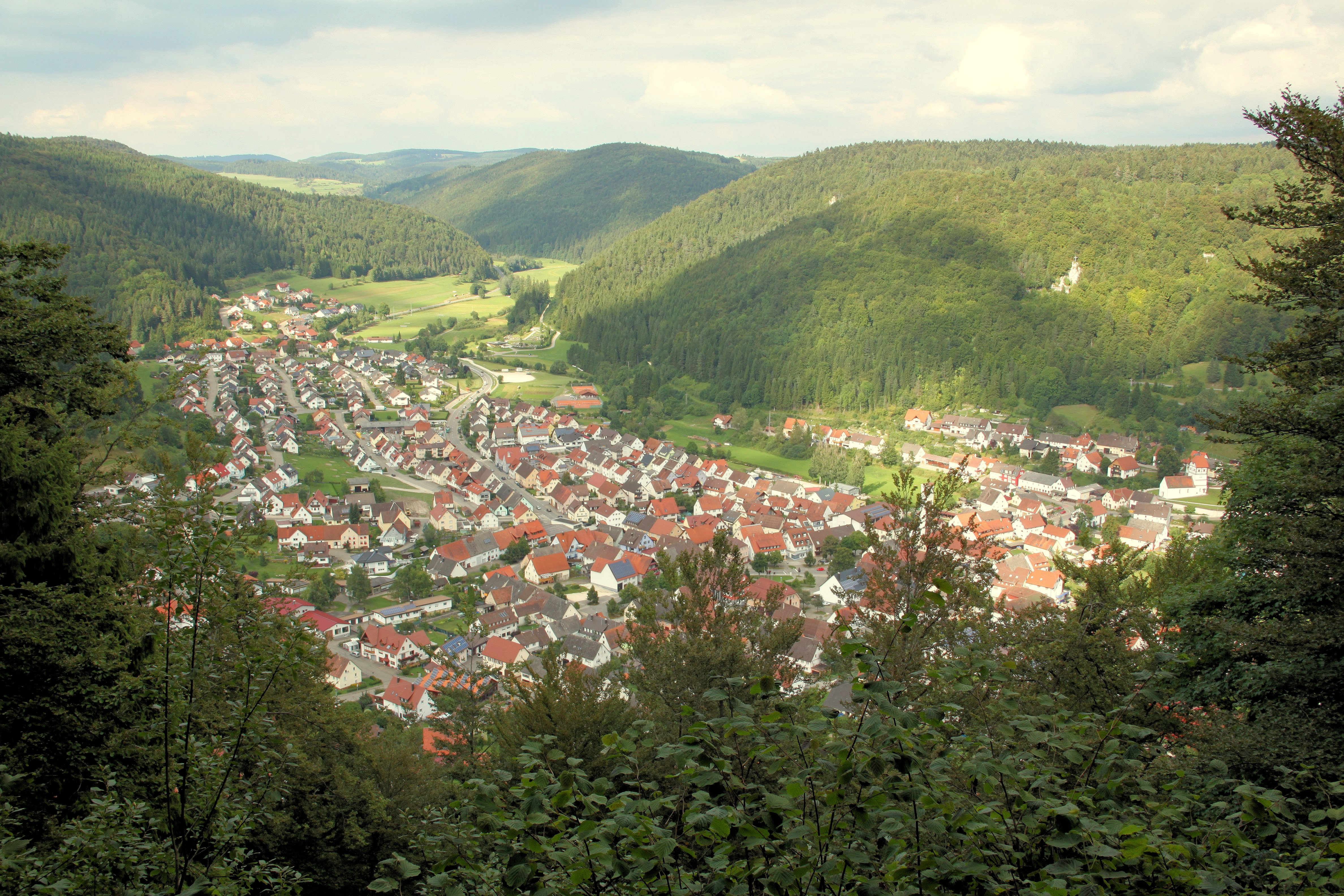
Nusplingen (Ansicht von Südwesten)

Nusplingen (lokal: Nischplenga/Nuschplenga) ist eine Gemeinde im Zollernalbkreis in Baden-Württemberg (Deutschland).

## Geographie

### Lage
Nusplingen liegt auf dem Heuberg, dem südwestlichen Teil der Schwäbischen Alb, im Tal der Oberen Bära. Die Gemarkung ist Bestandteil des Naturparks Obere Donau.

### Gemeindegliederung
Zur Gemeinde Nusplingen gehören das Dorf Nusplingen, die Weiler Dietstaig, Harthöfe und Heidenstadt und die Häuser Heckental und Steighaus.
Im Gemeindegebiet liegen die Wüstungen Beuren, Dellerhofen, Dietstaig und Pettenweiler. Beuren lag bei Heckental und wurde 1581 bereits als Flurname erstmals erwähnt. Dellerhofen lag bei Heidenstadt und wurde 1461 als Flurname genannt. Dietstaig war eine mittelalterliche Siedlung, die bereits vor 1390 abgegangen ist. An ihrer Stelle wurde 1826 der heutige Weiler Dietstaig gegründet. Pettenweiler wurde 735 als „Pettinwilare“ erstmals erwähnt und war im 14. Jahrhundert ein Hof des Klosters St. Gallen und ebenfalls im 14. Jahrhundert hohenbergisches Lehen.

### Geologie

#### Nusplinger Plattenkalk

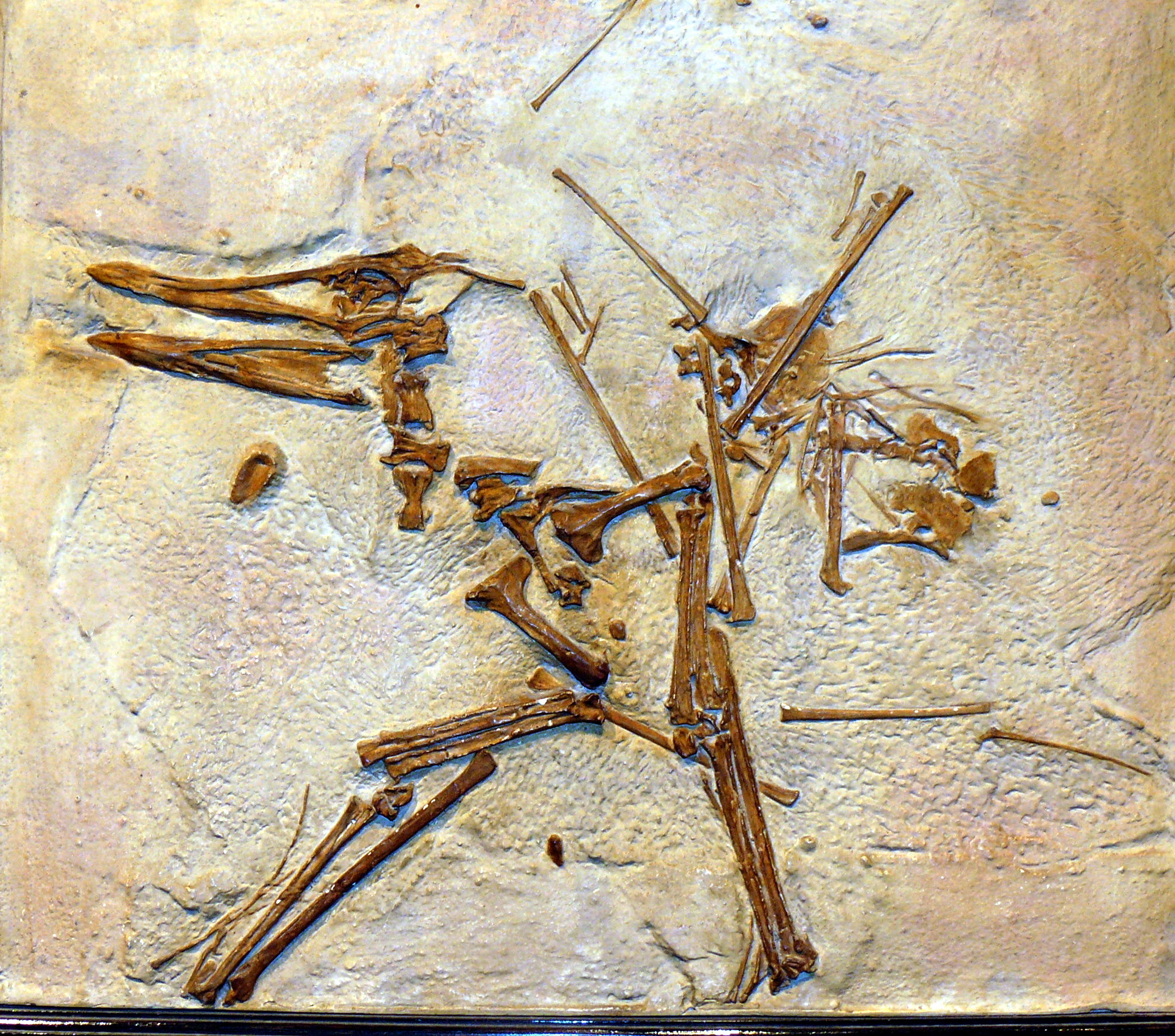
Cycnorhamphus suevicus, ein aus dem Nusplinger Plattenkalk erstbeschriebener Flugsaurier

In der späten Jurazeit, vor ca. 165 bis 145 Millionen Jahren, erstreckte sich im heutigen Süddeutschland ein ausgedehntes tropisches Flachmeer. Am Grund dieses Flachmeeres bildeten sich, unter anderem wegen der Ferne zu größeren Festländern, karbonatische („kalkige“) Sedimente, aus denen die heute als Weißer Jura bezeichneten Kalksteine und Dolomite hervorgingen, aus denen die Schwäbische und Fränkische Alb überwiegend aufgebaut sind. Vor ca. 150 Millionen Jahren existierte in der Region von Nusplingen eine tiefe, sauerstoffarme Lagune, in der sich Schicht für Schicht Kalkschlamm ablagerte. In diesen Kalkschlamm wurden zahlreiche der damals lebenden Tiere (Ammoniten, Meereskrokodile und Fische, aber auch Flugsaurier, falls sie über der Lagune abstürzten) nach ihrem Tod eingebettet. Aufgrund der Sauerstoffarmut wurden sie nur unvollständig zersetzt, und die Feinkörnigkeit des Sediments, der Matrix, ermöglichte die Erhaltung filigraner anatomischer Strukturen. Mit der Verfestigung des Kalkschlamms zu einem dichten Kalkstein, dem heutigen Nusplinger Plattenkalk in der Nusplingen-Formation des Oberjura, wurden diese Tiere schließlich als außergewöhnlich detailreiche Fossilien konserviert.

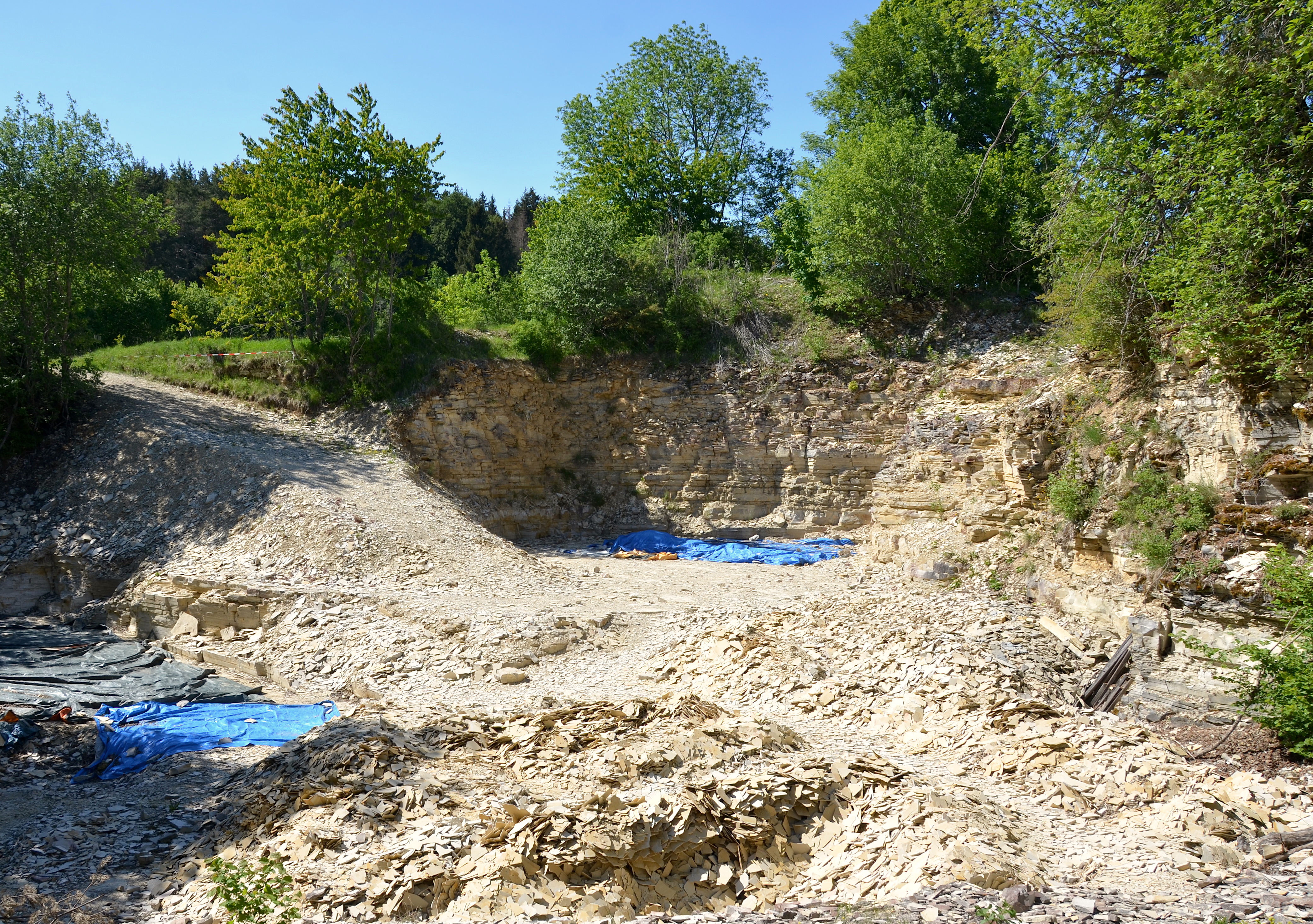
Der Geologische Steinbruch im Grabungsschutzgebiet Nusplinger Plattenkalk

Seit 1993 gräbt das Stuttgarter Naturkundemuseum im Nusplinger Plattenkalk. Herausragende Funde dieser Grabungen sind zahlreiche Exemplare von rochenartigen Haifischen, den sogenannten Meerengeln. Zu den häufigeren Fossilien im Nusplinger Plattenkalk gehören bis zu 25 cm lange Garnelen. Besonders zahlreich sind Funde von Ammoniten, die teilweise bestens erhalten sind, bei manchen Exemplaren ist sogar noch der Mageninhalt zu erkennen. Unter den Landtieren sind Funde von Insekten besonders bemerkenswert, darunter eine in organischer Substanz erhaltene Riesenlibelle mit einer Flügelspannweite von über 15 cm. Unter den zahlreichen Fischfunden sind neben den Meerengeln besonders die Funde von Quastenflossern auffällig. Bis jetzt wurden mehr als 7000 Einzelfunde geborgen.
Die Grabungen des Stuttgarter Naturkundemuseums werden auch noch in den kommenden Jahren fortgeführt. Besichtigungen im Grabungsschutzgebiet Nusplinger Plattenkalk auf dem Westerberg sind jederzeit möglich. Es ist allerdings verboten, selbst nach Fossilien zu graben. Für Kinder wurde ein kleiner Klopfplatz an der alten Steige eingerichtet.
Über die Besonderheit und Geschichte des Nusplinger Plattenkalks und der Kuppenalb insgesamt informiert ein 2005 eingerichteter geologischer Lehrpfad. Er umfasst 12 Stationen, die mit Tafeln versehen sind, auf denen wesentliche Elemente der Geologie, Paläontologie und Paläogeographie, aber auch der Botanik von Wald und Feld des Heubergs kenntnisreich und verständlich erklärt sind.
Der Nusplinger Plattenkalk ist seit 2016 als bedeutendes Geotop und Geopoint des UNESCO Geopark Schwäbische Alb ausgezeichnet.

### Schutzgebiete

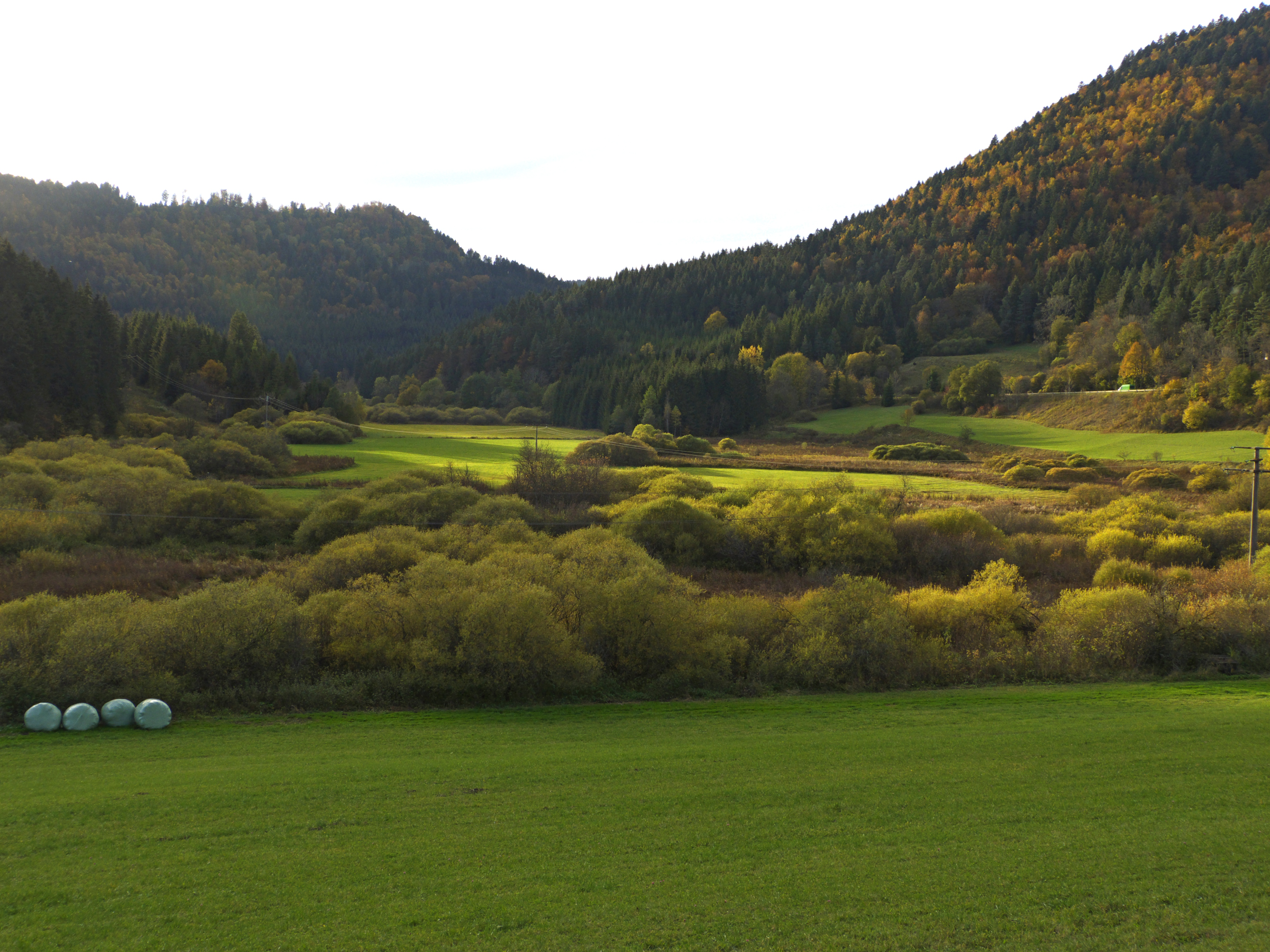
Naturschutzgebiet Galgenwiesen

Im Süden der Nusplinger Gemarkung liegt das Naturschutzgebiet Galgenwiesen, im Westen das Naturschutzgebiet Westerberg. Die übrige Gemarkung gehört, abgesehen von den besiedelten Bereichen, zum Landschaftsschutzgebiet Großer Heuberg.
Die Gemeinde hat zudem Anteile an den FFH-Gebieten Östlicher Großer Heuberg und Großer Heuberg und Donautal sowie am Vogelschutzgebiet Südwestalb und Oberes Donautal und liegt im Naturpark Obere Donau.

## Demographie
Einwohnerentwicklung:
| Jahr | Einwohner |
| ---- | --------- |
| 1990 | 1.922     |
| 2001 | 1.878     |
| 2011 | 1.829     |
| 2021 | 1.865     |

## Geschichte

### Vorgeschichte
Im Nordostteil von Nusplingen lassen archäologische Zeugnisse aus der Bronze-, Hallstatt- und Latènezeit den Schluss zu, dass der Ort auf eine lange Besiedlungsgeschichte zurückblicken kann. Auf das 7. Jahrhundert nach Christus geht die Anlage eines großen alemannischen Reihengräberfeldes aus der Merowingerzeit zurück.

### Geschichte vom Mittelalter bis zum Ende des Heiligen Römischen Reichs
Als Dorf links der Bära um die alte Peterskirche wurde „Nuspilingum“ bereits im Jahre 842 erwähnt.
Ein Ortsadel ist in Nusplingen in zahlreichen Urkunden bezeugt.
1493 konnte Andreas von Sonnenberg seinen Besitz erheblich vermehren, so erbte er 1483 nach dem Tod seines Bruders Eberhard II. die Herrschaft Bussen samt Munderkingen, Nusplingen und Kallenberg. Graf Andreas nahm seinen Sitz in Scheer. Von 1486 bis 1509 baute er dort das Schloss Scheer und die Pfarrkirche St. Nikolaus um.
Ritter Heinrich von Tierberg mit dem Beinamen Haiterbach hatte sehr wahrscheinlich seinen Besitz in Haiterbach verkauft und dafür 1347 seine neue Herrschaft Meßstetten erworben. Neben Tieringen, Meßstetten, Hossingen und dem Vogtrecht von Nusplingen gehörte auch die Burg Wenzelstein dazu.
Nusplingen war bis ins 19. Jahrhundert als Teil der Grafschaft Hohenberg unter der nominellen Herrschaft Vorderösterreichs, war aber meist verpfändet, und wechselte mit der Herrschaft Kallenberg häufig den Besitz. Nusplingen war der Sitz der Herrschaft Kallenberg. Von 1401 bis 1695 war die Herrschaft im Pfandbesitz des Hauses Waldburg aus der Linie Trauchburg. Die Vogtei befand sich unter ihrer Herrschaft bisweilen in den Händen der Herren von Werenwag, die seit 1410 in Nusplingen saßen. Vom 14. bis zum 18. Jahrhundert hatte Nusplingen zudem den Status einer Stadt. Die Stadtgräben waren zu jener Zeit mit Wasser gefüllt.

Im Jahre 1462 ereignete sich in Nusplingen ein Brand. Nach Ablauf einer Dekade wurde Nusplingen im Jahre 1475 von den Rottweilern abgebrannt. Am 16. September 1503 sammelte Johann Wernher von Zimmern vor Ort fast 700 kriegsbereite Männer, mit denen er am folgenden Tag Meßkirch einnahm.  Während des Schmalkaldischen Kriegs fielen die Rottweiler (aus unbekanntem Grund) in Nusplingen ein und brannten ein Haus nieder. Am 16. Oktober 1633 ereilte das Landstädtchen im Dreißigjährigen Krieg das Schicksal, von den Schweden niedergebrannt zu werden. Außerdem verzeichnet die Chronik für 1659 eine Brandstiftung durch eine Frau, 1692 eine vergleichbare Tat, die ein Knabe begangen hatte.
1702 erhielten die Freiherren von Ulm die Herrschaft Kallenberg als Pfand und waren seit 1722 mit der Herrschaft und somit auch mit Nusplingen belehnt. Das Stadtrecht ging Nusplingen mit dem Ende des Heiligen Römischen Reichs verloren.
Die Bevölkerung lebte hauptsächlich von der Landwirtschaft und seit dem 18. Jahrhundert zunehmend von der Textilproduktion in Heimarbeit, die an heimischen Webstühlen ausgeführt wurde.

### Geschichte im 19. und 20. Jahrhundert
Im Zuge der Mediatisierung gelangte Nusplingen 1805 an Württemberg. Bei der Umsetzung der neuen Verwaltungsgliederung im 1806 gegründeten Königreich Württemberg wurde Nusplingen 1810 schließlich dem Oberamt Spaichingen zugeordnet. 1938 kam der Ort durch die Gebietsreform während der NS-Zeit in Württemberg an den Landkreis Balingen.
Bei einem Bombenangriff auf Nusplingen am 15. Januar 1945 gab es Tote und Verletzte, die Wasserversorgung auf dem Heuberg wurde zerstört.
Im Jahre 1945 wurde der Ort Teil der Französischen Besatzungszone und kam somit zum Nachkriegsland Württemberg-Hohenzollern, welches 1952 im Bundesland Baden-Württemberg aufging.
Seit der Kreisreform von 1973 ist Nusplingen Teil des Zollernalbkreises.

### Religion
Nusplingen ist traditionell katholisch geprägt. Am Friedhof befindet sich die alte Pfarrkirche St. Peter und Paul.  Die spätere Pfarrkirche St. Katharina wurde 1970 abgebrochen, nachdem schon 1958 die neue Pfarrkirche Maria Königin errichtet worden war. Die katholische Kirchengemeinde Maria Königin ist Teil der Seelsorgeeinheit Heuberg im Dekanat Balingen.

## Politik

### Gemeinderat
Der Gemeinderat in Nusplingen besteht aus 10 Personen. Die Kommunalwahl am 9. Juni 2024 führte zu folgender Sitzverteilung:. Die Wahlbeteiligung lag bei 69,47 % (2019: 68,6 %).
- „Für Nusplingen“ – 47,08 %, 5 Sitze  (+ 2)
- Junge Liste – 33,65 %, 3 Sitze (± 0)
- Freie Bürger – 19,27 %, 2 Sitze (± 0)
- Freie Wähler – nicht mehr angetreten (- 2)

### Bürgermeister
Der Bürgermeister wird für eine Amtszeit von acht Jahren gewählt. Derzeitiger Amtsinhaber ist Jörg Alisch, der 2016 die Nachfolge von Alfons Kühlwein angetreten hat. Kühlwein war von 1992 bis 2016 Bürgermeister.

### Verwaltungsgemeinschaft
Nusplingen gehört der Vereinbarten Verwaltungsgemeinschaft Meßstetten an, zu der auch die Stadt Meßstetten und die Gemeinde Obernheim gehören.

### Gemeindepartnerschaft
Nusplingen ist seit 2001 partnerschaftlich mit der oberschlesischen Gemeinde Ujazd in Polen verbunden.

## Kultur und Sehenswürdigkeiten

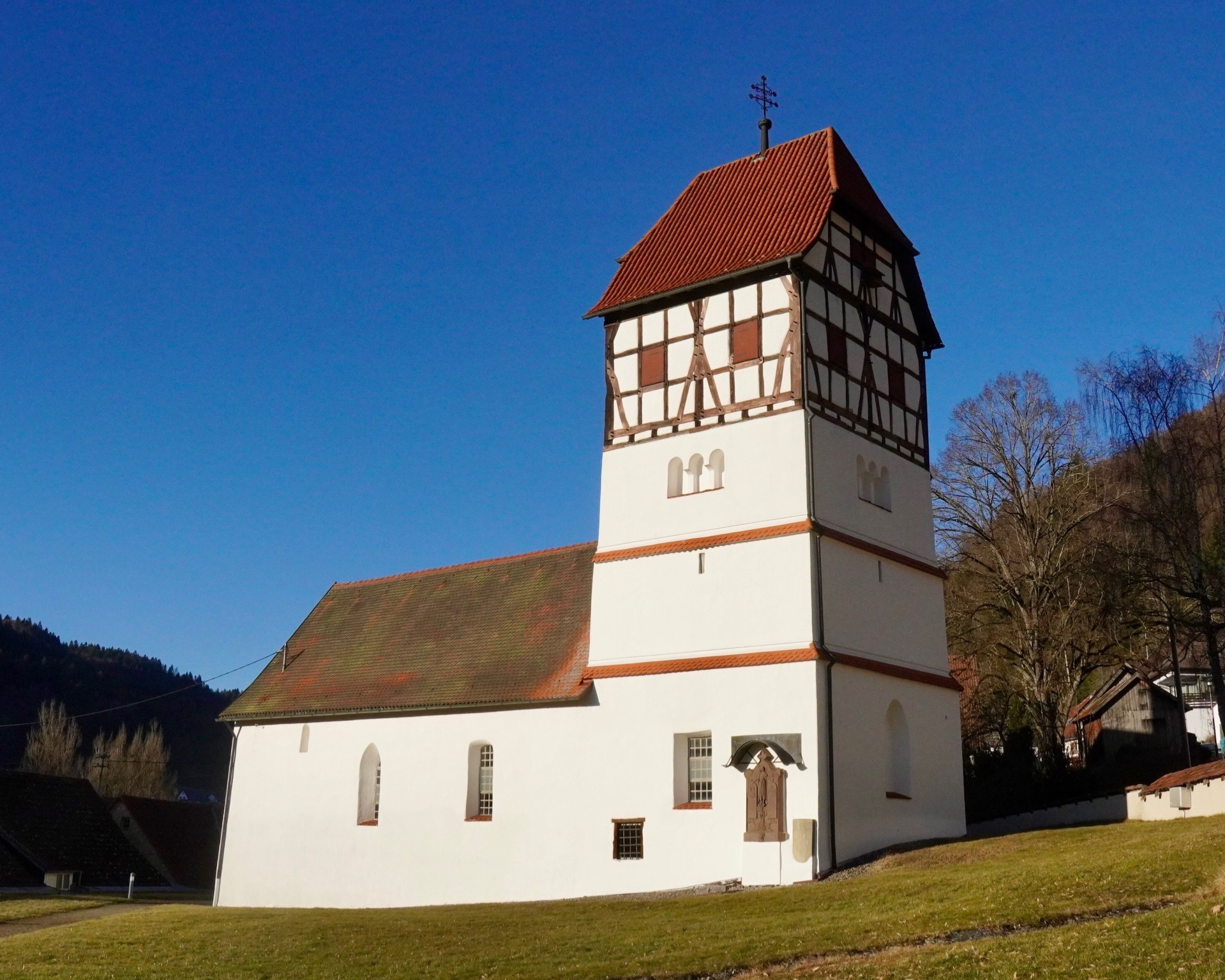
St. Peter und Paul

### Bauwerke
- Die Alte Friedhofskirche Sankt Peter und Paul geht auf ein erstes Gotteshaus an dieser Stelle zurück, das etwa im Jahr 650 errichtet wurde. Das heutige Aussehen der Kirche erhielt sie um das Jahr 1300, lediglich der Fachwerkaufsatz des Turms stammt von 1500. Im Mittelalter und bis Mitte des 18. Jahrhunderts war die Kirche Pfarrkirche. Dann wurde sie „Gottesacker-Kirche“, Friedhofskirche. 1829 wurde sie an die weltliche Gemeinde verkauft. 1950 verlor sie ihre Funktion als Sakralraum und drohte zu verfallen. Ein Förderverein sorgte ab 1996 für eine umfassende Renovierung, die 2003 abgeschlossen wurde. Seither wird die Kirche wieder sakral und kulturell genutzt. Sie war im März 2019 Denkmal des Monats der Denkmalstiftung Baden-Württemberg.

### Sport
Nusplingen verfügt für Wintersportler über präparierte Loipen sowie einen 250 Meter langen Skilift auf dem Hart. Der Höhenunterschied beträgt 50 Meter. Die Gemeinden Bärenthal, Irndorf, Nusplingen und Schwenningen schufen im Jahr 2011 ein gemeinsames Loipennetz für den Skilanglauf. Nachdem der Anschluss der neu geschaffenen Loipe auf Gnadenweiler an das Indorfer Loipennetz geschaffen werden konnte, entstand  durch den Zusammenschluss mit den Nusplinger und Schwenninger Loipen durch das Irndorfer Hardt ein großflächiges Loipengebiet.

## Wirtschaft und Infrastruktur

### 1617
Der Heilkraft des Nusplinger Badewesens werden in der frühen Neuzeit Heilerfolge bei Kopf- und Gliederschmerzen zugesprochen. Ein Verzeichnis der Badegäste von 1619 führt 63 Namen auf. Es wird angenommen, dass das Wasser der Heckentalquelle aus dem Muschelkalk stammt.

### 1723
Im Souterrain zahlreicher Häuser werden Webereien als Kleinbetriebe betrieben. Scherzhaft werden diese Unternehmer bis heute als Souterrain-Fabrikanten bezeichnet.

### 1760
Erste Baumwollverarbeitung durch den Hechinger Hoffaktor Maier-Levi, gefördert durch die Herrschaft. Jüdische Textilkaufleute traten als Verleger auf. Sie lieferten Garne und übernahmen den Vertrieb der Fertigwaren in den Stammhäusern.

### 1890
Die Tamburinstickerei, welche mit Hilfe von Schweizer Kapital eingeführt wurde, hörte auf.

### Seit 1900
Es entstanden zahlreiche Filialbetriebe, viele Einwohner waren Hausgewerbetreibende oder lebten von Lohn- und Heimarbeiten für Albstädter Textilbetriebe, die Musikinstrumentenherstellung oder die Produktion von Maschinenelementen aus Metall für die Textilindustrie, für Drehteile und die Medizintechnik.

### Verkehr

#### Heubergbahn
Die Heubergbahn von Spaichingen sollte nach den ursprünglichen Plänen von 1912 bis nach Nusplingen führen. Damit sollten auch die weiter von Spaichingen entfernt gelegenen Gemeinden des Heubergs an die Oberamtsstadt angebunden werden. Im Jahr 1913 wurde mit dem Bau begonnen, aufgrund des Ersten Weltkriegs verzögerte sich die Fertigstellung bis 1928, zudem wurde die Bahn nur bis zum acht Kilometer entfernten Reichenbach am Heuberg gebaut. Der noch fehlende Teil der Strecke nach Nusplingen sollte zu einem späteren Zeitpunkt gebaut werden. Ein anderes Projekt sah den Bau einer Bahnstrecke von Ebingen nach Nusplingen vor, wo an die Strecke von Spaichingen angeschlossen werden sollte. Im Jahr 1909 wurden dazu detaillierte Pläne ausgearbeitet, die jedoch nicht verwirklicht wurden. Nusplingen blieb so ohne eigenen Bahnanschluss. Die bis Reichenbach führende Heubergbahn wurde nicht mehr bis nach Nusplingen vollendet und im Jahr 1966 stillgelegt.

#### Öffentlicher Nahverkehr
Der Öffentliche Nahverkehr wird durch den Verkehrsverbund Neckar-Alb-Donau (NALDO) gewährleistet. Die Gemeinde befindet sich in der Wabe 335.

#### Martinusweg und Via Beuronensis
Der Martinusweg und die Via Beuronensis führen als Wanderwege durch Nusplingen.

### Heilbad
Im Mittelalter gab es im Heckental ein Mayenbad. Die Menschen erhofften Heilung oder wenigstens Linderung der vorwiegend rheumatischen Beschwerden. Durch zahlreiche Untersuchungen ist heute bekannt, dass der im Bad aufgenommene Schwefel den Zellstoffwechsel anregt, in enzymatische Prozesse eingreift und in organische Substanzen eingebaut wird. Auch das Nusplinger Wasser wurde durch die hochgelehrten Phisices und Doctores der Arznei approbiert. Solche Bäder waren öffentliche Einrichtungen wie das Wirtshaus oder die Mühle, da Privathäuser in der Regel über keine derartigen sanitären Anlagen verfügten. In der Badstube bot der Bader in der Regel nach Geschlechtern getrennt Dampf und Schwitzbäder sowie Wasserbäder an, denen er bei Bedarf Kräuter hinzumischte. Durch mangelhafte Hygiene bei in Badhäusern durchgeführten Aderlässen wurden Krankheiten übertragen. 1623 wurde das Heilbad geschlossen. Heute speist die Quelle eine Kneippanlage. Der Schwäbische Albverein erzählt den Wanderern in Nusplingen:
„Die Heckentalquelle ist eine der stärksten Karstquellen im Bäratal. Das Bad war ein Treffpunkt für alle Schichten der Bevölkerung aus nah und fern. Die Heilquelle im Heckental hat im Laufe der Jahrhunderte aus unbekannten Gründen an Heilkraft verloren.“ 1623 wurde der Badebetrieb eingestellt.

## Sagen
Burg Tannenfels
Auf dem Tannenfelsen bei Nusplingen soll früher ein Schloss gestanden haben, worin ein edles Burgfräulein lebte. Konrad Albert Koch erstellte eine Rekonstruktionszeichnung. Einstmals kam eine Zigeunerin mit ihrem Säugling und bat um Nachtherberge, umsonst. Sie bat wieder und wieder vergebens. Da verwünschte die Zigeunerin das Fräulein so lange, bis aus einem der dort wachsenden Felsenbäume eine Wiege gezimmert und darin ein Säugling gewiegt werde.
Der Kölner Erzbischof

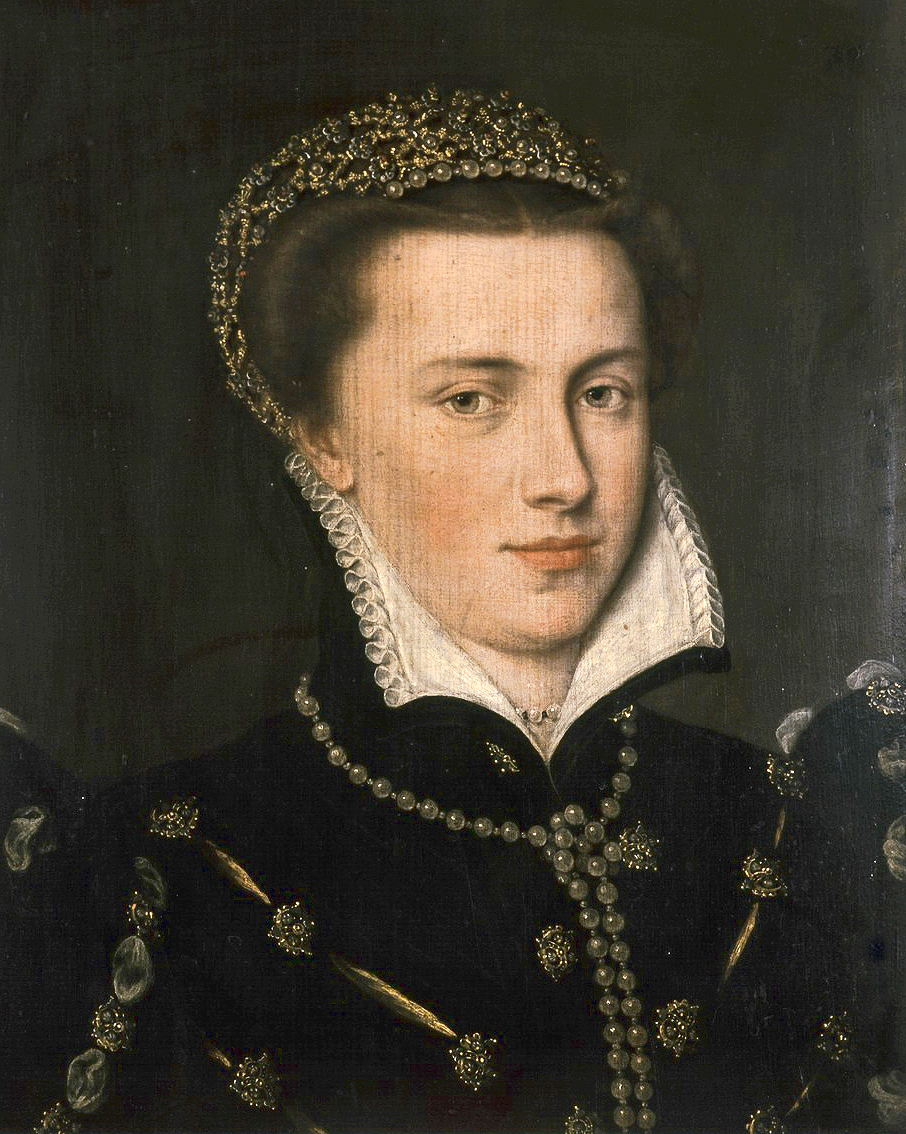
Agnes von Mansfeld-Eisleben

Am 4. Dezember 1577 wurde aus der Nusplinger Herrscherfamilie Truchsess Gebhard von Waldburg zum Kölner Erzbischof gewählt. Eine Sage berichtet, dass die dunkelbraunen, fast schwarzen Augen einer hübschen Mansfelderin den Kleriker verzauberten und verführten. Die hübsche Frau bekannte sich zur Lehre Martin Luthers. Rasch vergaß er den Zölibat und traf sich mit seiner Geliebten auf einem abgelegenen Schloss. 1582 bekannte sich auch der Kölner Erzbischof zur Reformation und heiratete Agnes von Mansfeld. Nach lutherischer Lehre dürfen alle Nonnen und Priester heiraten, weil Gottes Schöpfungsordnung die Ehe vorsieht. Am 5. November 1632 besetzte Oberst Hans Michael Rau Nusplingen von Meßstetten aus, um das umstrittene Testament des ehemaligen Erzbischofs mit militärischen Mitteln in Kraft zu setzen. Nach der Rechtsauffassung Wirtenbergs wurde Nusplingen in einem gültigen Testament an den wirtenbergischen Herzog vererbt.

## Persönlichkeiten

### Ehrenbürger
- Walther Groz (1903–2000), Industrieller und Politiker

### Söhne und Töchter der Gemeinde
- Ignaz Ambros von Amman (1753–1840), Kartograf und Landesgeometer